# Hechizo (canción)
Hechizo es el séptimo sencillo de Los Pekenikes y primero en extraerse de su tercer álbum, Alarma (1969) del que es previo y empleado como promoción. El trabajo del grupo se normaliza y se atreven en este sencillo a incluir una Intro, algo experimental aunque muy de la época, detalle que se multiplicará en trabajos posteriores. El tema lo dominan la armónica, la trompeta y el trombón. También destaca el uso de técnicas de glissando en la guitarra, lo que comúnmente se llama guitarra slide en la música estadounidense.
La cara B la ocupa Puntos suspensivos, que, como las dos siguientes caras B de sencillos, no fue publicada en el álbum.

## Miembros
- Alfonso Sainz - Guitarra
- Lucas Sainz - Guitarra solista
- Ignacio Martín Sequeros - Bajo eléctrico, armónica
- Tony Luz - Guitarra sajona
- Félix Arribas - Batería
- Pedro Luis García - Trombón
- Vicente Gasca - Trompeta